# Губернатор Ивановской области
Губерна́тор Ива́новской о́бласти — высшее должностное лицо Ивановской области. Возглавляет Правительство Ивановской области — высший исполнительный орган государственной власти области.

## История
С момента образования в 1918 году Иваново-Вознесенской губернии, ставшей впоследствии Ивановской областью, и до весны 1990 года ведущую роль в её руководстве занимал губернский, а затем областной комитет ВКП(б)-КПСС.
В 1990 году произошло резкое снижение влияния однопартийной системы в связи с отменой 14 марта 1990 года шестой статьи советской конституции, которая определяла «руководящую и направляющую роль» КПСС. Российские регионы фактически начали развиваться по модели «парламентской республики». Как результат, первым лицом в регионе стал председатель регионального совета. В 1990 году большинство руководителей региональных партийных комитетов стали избираться на пост председателя регионального совета и стремятся совмещать обе должности. Однако осенью 1990 года власти РСФСР запретили совмещение постов партийного и советского руководителя региона. Чувствуя политическую конъюнктуру, многие первые секретари обкомов КПСС отказались от своих партийных постов и сосредоточились на советской работе. Так произошло и в Ивановской области.
С 1985 по апрель 1990 год первым секретарём Ивановского обкома КПСС был Михаил Князюк. В то же время с 1990 по 1997 год председателем исполкома Ивановского облсовета народных депутатов был Владислав Тихомиров. В марте 1990 года Тихомиров был избран председателем Ивановского областного Совета народных депутатов, а 2 июня он стал и первым секретарём Ивановского обкома КПСС. Однако уже в августе покинул эту должность. На пленуме 4 августа 1990 года Тихомиров выступил с просьбой освободить его от обязанностей первого секретаря Ивановского обкома КПСС в связи с решением «связать свою судьбу, свою работу с Советами».
С конца 1991 года основной механизм легитимации региональных органов государственной власти был связан с популярностью президента Российской Федерации Бориса Ельцина, получившего легитимность в ходе всенародного голосования. В начале кардинальных преобразований у президента России были фактически неограниченные полномочия по формированию исполнительной власти в субъектах Российской Федерации.
Так 24 декабря 1991 года указом президента Ельцина главой администрации Ивановской области был назначен 56-летний Адольф Лаптев, ранее работавший первым заместителем председателя Ивановского облисполкома Владислава Тихомирова.
В январе 1996 года Лаптев ушёл в отставку в связи с ухудшением состояния здоровья. Главой администрации Ивановской области с 1 февраля 1996 года был назначен Владислав Тихомиров, который с 1994 года был председателем Законодательного собрания Ивановской области первого созыва. В марте стало известно, что из-за проведения в июне президентских выборов местные выборы перенесены на 1 декабря. Власти Ивановской области официально обратились к президенту РФ с запросом о проведении выборов главы администрации. В августе 1996 года Борис Ельцин разрешил проведение в декабре.
1 декабря 1996 года в Ивановской области состоялись первые выборы главы администрации. Наибольшее количество голосов (50,12 %) набрал Владислав Тихомиров. Срок его полномочий составлял 4 года. В период губернаторства Тихомирова Ивановская область по уровню жизни находилась на предпоследнем месте среди субъектов РФ.
27 апреля 2000 года заксобрание Ивановской области второго созыва приняло новую редакцию Устава Ивановской области, а 15 мая глава администрации Владислав Тихомиров её подписал. В новой редакции сроки полномочий губернатора и законодательного собрания были увеличены с 4 до 5 лет.
В 2000 году очередные выборы главы администрации Ивановской области были назначены на 3 декабря. В ходе голосования никто из кандидатов не набрал более 50 % голосов. Во второй тур вышли депутат Госдумы от КПРФ (поддержан НПСР) Владимир Тихонов (48,54 %) и председатель правительства Ивановской области (поддержан Отечеством) Анатолий Головков (32,32 %). 17 декабря 2000 года при поддержке коммунистов Владимир Тихонов одержал победу на выборах, 62 % во втором туре. Вступил в должность 28 декабря 2000 года. Срок его полномочий составлял 5 лет до декабря 2005 года.
В декабре 2004 года по инициативе президента России Владимира Путина избрание высших должностных лиц путём прямого голосования граждан было заменено на назначение законодательными органами субъектов федерации по представлению президента Российской Федерации. 31 марта 2005 года заксобрание Ивановской области третьего созыва внесло соответствующую поправку в Устав Ивановской области.
В июле 2005 года губернатор Владимир Тихонов был привлечён областной прокуратурой как свидетель по делу о получении взятки от владельца дорожной строительно-ремонтной фирмы Тельмана Ферояна. Прокуратура доказала, что губернатор получал от Ферояна деньги в сумме 50 тыс. руб. Однако Тихонову удалось убедить правоохранителей в том, что деньги Фероян давал на проведение благотворительных акций. Уголовного дела в отношении Тихонова возбуждено не было. Объяснялось это тем, что на тот момент ещё никто не мог полностью исключить, что президент не выдвинет Тихонова на второй губернаторский срок. Сам Тихонов утверждал, что осенью полпред президента в Центральном федеральном округе Полтавченко представит президенту 2 кандидатуры на пост губернатора, как это было определено ещё 3 месяца назад, причем одним из кандидатов будет Владимир Тихонов.
В сентябре прессе появились сообщения о том, что президент РФ Владимир Путин собирается выдвинуть на пост губернатора Ивановской области заместителя мэра Москвы Юрия Лужкова Михаила Меня. 29 сентября 2005 года полпред президента в Центральном федеральном округе Георгий Полтавченко направил президенту список кандидатов на пост главы Ивановской области. В нём был Мень. Также в него вошли член Совета федерации от ЗС Ивановской области Юрий Смирнов и главный федеральный инспектор по области Валерий Можжухин.

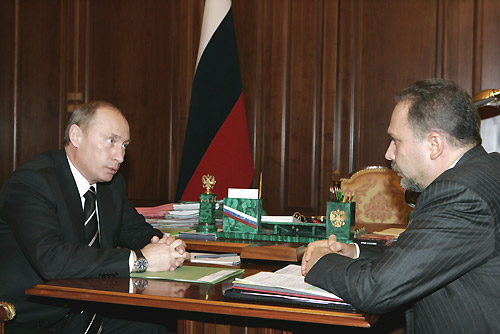
Рабочая встреча Владимира Путина с губернатором Ивановской области Михаилом Менем. Январь 2007.

18 ноября президент Путин внёс на рассмотрение заксобрания Ивановской области кандидатуру Михаила Меня. 22 ноября 2005 года Мень был наделён полномочиями главы администрации Ивановской области единогласным решением Законодательного собрания области (за — 32, отсутствовали — 2, один мандат вакантен). Сразу после утверждения Михаила Меня новым губернатором Георгий Полтавченко заявил, что «Владимир Ильич может доработать весь срок, а Михаил Александрович вступит в должность 28 декабря». Сам Тихонов также говорил, что не намерен покидать свой пост до официального срока окончания полномочий — 27 декабря 2005 года. Между тем 10 декабря на заседании Совета Центрального федерального округа Михаил Мень представлял Ивановскую область уже как губернатор. В то же время в областной прокуратуре заявили о возможности возбуждении уголовного дела о взятке в отношении Тихонова. 15 декабря в рабочем кабинете главы области и в его доме в Шуе были проведены обыски, а сам Тихонов был вновь допрошен. 16 декабря стало известно о госпитализации Тихонова в неврологическое отделение областной клинической больницы. 20 декабря Владимир Тихонов сложил свои полномочия.

## Полномочия
Согласно статье 44 Главы 6 Устава Ивановской области (далее — Устав), губернатор:
1. Определяет цели, приоритеты деятельности, систему и структуру органов исполнительной власти Ивановской области в соответствии с Уставом;
2. Представляет Ивановскую область в отношениях с Президентом Российской Федерации, Федеральным Собранием Российской Федерации, Правительством Российской Федерации, Государственным Советом Российской Федерации, иными органами, организациями и должностными лицами;
3. Представляет Ивановскую область при осуществлении международных и внешнеэкономических связей;
4. Подписывает договоры и соглашения от имени Ивановской области;
5. Подписывает и обнародует законы Ивановской области либо отклоняет законы, принятые Ивановской областной Думой;
6. Формирует Правительство Ивановской области в соответствии с Уставом, законом Ивановской области и принимает решение об отставке Правительства Ивановской области;
7. Определяет основные направления деятельности Правительства Ивановской области;
8. Назначает первых заместителей Председателя Правительства Ивановской области, заместителей Председателя Правительства Ивановской области и определяет их обязанности;
9. Назначает руководителей иных органов исполнительной власти Ивановской области;
10. Распределяет полномочия между органами исполнительной власти Ивановской области, обеспечивает координацию деятельности исполнительных органов Ивановской области с иными органами государственной власти Ивановской области и в соответствии с законодательством Российской Федерации организует взаимодействие исполнительных органов Ивановской области с федеральными органами исполнительной власти и их территориальными органами, органами местного самоуправления, иными органами, входящими в единую систему публичной власти в Российской Федерации;
11. Вправе требовать созыва внеочередного заседания Ивановской областной Думы, а также созывать вновь избранную Ивановскую областную Думу на первое заседание ранее установленного Уставом срока;
12. Вправе участвовать в работе Ивановской областной Думы с правом совещательного голоса;
13. Вправе обратиться в Ивановскую областную Думу с предложением о внесении изменений и (или) дополнений в постановления Ивановской областной Думы либо об их отмене, а также вправе обжаловать указанные постановления в судебном порядке;
14. Вправе принять решение о досрочном прекращении полномочий Ивановской областной Думы по основаниям и в порядке, предусмотренным федеральным законом;
15. Представляет в Ивановскую областную Думу ежегодные отчеты о результатах деятельности Правительства Ивановской области, в том числе по вопросам, поставленным Ивановской областной Думой, в соответствии с пунктом 4 части 1 статьи 55 Устава;
16. Назначает половину членов Избирательной комиссии Ивановской области;
17. Присваивает почетные звания, вручает дипломы об их присвоении в случаях и порядке, установленных законом Ивановской области;
18. Вправе приостанавливать и отменять своими указами нормативные правовые акты исполнительных органов государственной власти Ивановской области, а своими распоряжениями — иные правовые акты исполнительных органов государственной власти Ивановской области;
19. Вправе вынести предупреждение, объявить выговор главе муниципального образования, главе местной администрации за неисполнение или ненадлежащее исполнение обязанностей по обеспечению осуществления органами местного самоуправления отдельных государственных полномочий, переданных органам местного самоуправления федеральными законами и (или) законами Ивановской области;
20. Вправе отрешить от должности главу муниципального образования, главу местной администрации в случае, если в течение месяца со дня вынесения Губернатором Ивановской области предупреждения, главой муниципального образования, главой местной администрации не были приняты в пределах своих полномочий меры по устранению причин, послуживших основанием для вынесения предупреждения, объявления выговора;
21. Вправе обратиться в представительный орган муниципального образования с инициативой об удалении главы муниципального образования в отставку, в том числе в случае систематического недостижения показателей для оценки эффективности деятельности органов местного самоуправления в порядке, установленном федеральным законом;
22. Осуществляет иные полномочия в соответствии с федеральными законами, Уставом и законами Ивановской области.

## Порядок избрания и вступления в должность
Порядок избрания губернатора Ивановской области устанавливается федеральным законом и Уставом Ивановской области.
Выборы проводились в 1996, 2000, 2014 и 2018 годах. В 1991 году губернатор Ивановской области был назначен указом президента России, в 2005 и 2010 годах — выбран президентом России и утверждён в должности областной думой, а в 2013 году, после досрочной отставки действующего губернатора, указом президента России был назначен временно исполняющий обязанности губернатора. Вновь прямые выборы губернатора состоялись спустя 14 лет, в единый день голосования 14 сентября 2014 года.

## Список губернаторов (глав)
| № | Руководитель            | Руководитель                            | Партийность     | Срок полномочий            | Срок полномочий | Основание вступления в должность |
| - | ----------------------- | --------------------------------------- | --------------- | -------------------------- | --- | --- |
| 1 | Адольф Лаптев           |                                         | беспартийный    | 24 декабря 1991            | 22 января 1996 | Назначен президентом РСФСР Борисом Ельциным |
| 2 | Владислав Тихомиров     |                                         | беспартийный    | 1 февраля 1996             | 1 декабря 1996 | Назначен президентом РФ Борисом Ельциным |
| 2 | Владислав Тихомиров     | 1 декабря 1996                          | беспартийный    | 27 декабря 2000            | Избран на выборах главы администрации Ивановской области: - 1 декабря 1996 — в 1 туре победил, набрав 50,12 % голосов             | |
| 3 | Владимир Тихонов        |                                         | КПРФ            | 27 декабря 2000            | 20 декабря 2005 (досрочно) | Избран на выборах главы администрации Ивановской области: - 3 декабря 2000 — в 1 туре занял первое место, набрав 48,54 % голосов - 17 декабря 2000 — во 2 туре победил, набрав 62,36 % голосов |
| - | Юрий Токаев             |                                         | беспартийный    | 20 декабря 2005            | 23 декабря 2005 | Исполняющий обязанности главы администрации в соответствии с занимаемой должностью |
| 4 | Михаил Мень             |                                         | Единая Россия   | 23 декабря 2005            | 23 декабря 2010 | Наделён полномочиями по представлению президента РФ Владимира Путина - 22 ноября 2005 года утверждён Законодательным собранием Ивановской области                                              |
| 4 | Михаил Мень             | 23 декабря 2010                         | Единая Россия   | 16 октября 2013 (досрочно) | Наделён полномочиями по представлению президента РФ Дмитрия Медведева - 22 октября 2010 года утверждён Ивановской областной думой | |
| - | Павел Коньков           |                                         | Единая Россия   | 16 октября 2013            | 19 сентября 2014 | Назначен врио губернатора указом президента РФ Владимира Путина |
| 5 | Павел Коньков           | 19 сентября 2014                        | Единая Россия   | 10 октября 2017 (досрочно) | Избран на выборах губернатора Ивановской области: - 14 сентября 2014 — победил, набрав 80,32 % голосов                            | |
| - | Станислав Воскресенский |                                         | беспартийный    | 10 октября 2017            | 10 октября 2018 | Назначен врио губернатора указом президента РФ Владимира Путина |
| 6 | Станислав Воскресенский | беспартийный (поддержан Единой Россией) | 10 октября 2018 | настоящее время            | Избран на выборах губернатора Ивановской области: - 9 сентября 2018 — победил, набрав 65,72 % голосов                             | |